# Transformational Defense Industries
Kriss USA ([krɪs juːˈɛsˌeɪ]; русский: «КРИСС ЮЭсЭй») — северноамериканское отделение швейцарской компании KRISS Group. Первоначально известная как Transformational Defence Industries, компания прошла ребрендинг и стала Kriss USA для улучшения позиционирования на рынке и узнаваемости бренда. Kriss USA занимается разработкой, производством и распространением огнестрельного оружия по всей территории США, от Вирджинии до Калифорнии. Kriss USA известна производством таких видов огнестрельного оружия, как KRISS Vector, KRISS KARD и SPHINX SDP. В число клиентов компании входят военнослужащие, сотрудники правоохранительных органов и представители гражданского сектора, предлагающие современные и эффективные решения для удовлетворения различных потребностей. Помимо основной деятельности по разработке и производству огнестрельного оружия, Kriss USA предоставляет услуги по обучению и поддержке для обеспечения оптимального использования своей продукции.